# Discografia de Flyleaf
Esta é a discografia de Flyleaf, uma banda cristã de metal alternativo formada em 2000 em Belton, Texas, Estados Unidos. A banda lançou 2 álbuns de estúdio, 7 EPs, 12 singles e 9 videoclipes.

## Álbuns

### Álbuns de estúdio
| 2005                                                | Flyleaf - Gravadora: A&M/Octone      | 57 | 1 | 12 | 3 | - EUA: Platina |
| 2009                                                | Memento Mori - Gravadora: A&M/Octone | 8  | 1 | 2  | — |                |
| "—" indica que o álbum não chegou à parada musical. |                                      |    |   |    |   |                |

### EPs
| Ano  | EPs                                                      |
| ---- | -------------------------------------------------------- |
| 2002 | Broken Wings: Special Edition - Gravadora: Dang! Studios |
| 2003 | Passerby - Gravadora: Dang! Studios                      |
| 2003 | Broken Wings - Gravadora: Dang! Studios                  |
| 2004 | Flyleaf - Gravadora: A&M/Octone                          |
| 2006 | Music as a Weapon - Gravadora: A&M/Octone                |
| 2007 | Much Like Falling - Gravadora: A&M/Octone                |
| 2010 | Remember to Live - Gravadora: A&M/Octone                 |

## Singles
| Ano                                                  | Título                          | Melhor posição | Melhor posição | Melhor posição | Melhor posição | Melhor posição | Melhor posição | Álbum        |
| Ano                                                  | Título                          | US             | US Pop         | US Alt.        | US Main.       | US Rock        | US Christian   | Álbum        |
| ---------------------------------------------------- | ------------------------------- | -------------- | -------------- | -------------- | -------------- | -------------- | -------------- | ------------ |
| 2004                                                 | "Breathe Today"                 | —              | —              | —              | —              | —              | —              | Flyleaf EP   |
| 2005                                                 | "I'm So Sick"                   | —              | —              | 27             | 12             | —              | 27             | Flyleaf      |
| 2006                                                 | "Fully Alive"                   | 125            | —              | 31             | 13             | —              | 5              | Flyleaf      |
| 2007                                                 | "All Around Me"                 | 40             | 17             | 6              | 20             | —              | 1              | Flyleaf      |
| 2007                                                 | "Perfect"                       | —              | —              | —              | —              | —              | 2              | Flyleaf      |
| 2007                                                 | "Breathe Today" (re-lançamento) | —              | —              | —              | 36             | —              | 8              | Flyleaf      |
| 2008                                                 | "Sorrow"                        | —              | —              | —              | —              | —              | —              | Flyleaf      |
| 2008                                                 | "There for You"                 | —              | —              | —              | —              | —              | —              | Flyleaf      |
| 2009                                                 | "Again"                         | —              | —              | 31             | 25             | 42             | 26             | Memento Mori |
| 2009                                                 | "Beautiful Bride"               | —              | —              | —              | —              | —              | —              | Memento Mori |
| 2010                                                 | "Missing"                       | —              | —              | —              | —              | —              | —              | Memento Mori |
| 2010                                                 | "Chasm"                         | —              | —              | —              | 26             | 48             | —              | Memento Mori |
| 2010                                                 | "How He Loves"                  | —              | —              | —              | —              | —              | —              | Nenhum álbum |
| "—" indica que o single não chegou à parada musical. |                                 |                |                |                |                |                |                |              |

## Videografia

### Videoclipes
| Ano  | Canção            | Diretor              |
| ---- | ----------------- | -------------------- |
| 2004 | "Breathe Today"   | Dave Garcia          |
| 2006 | "I'm So Sick"     | The Brothers Strause |
| 2006 | "Fully Alive"     | The Brothers Strause |
| 2007 | "All Around Me"   | Paul Fedor           |
| 2008 | "Sorrow"          | Jake Davis           |
| 2009 | "Again"           | Meiert Avis          |
| 2009 | "Beautiful Bride" | Don Tyler            |
| 2010 | "Missing"         | Diane Martel         |
| 2010 | "Chasm"           | Giles Timms          |